# Квакерский совет по европейским делам

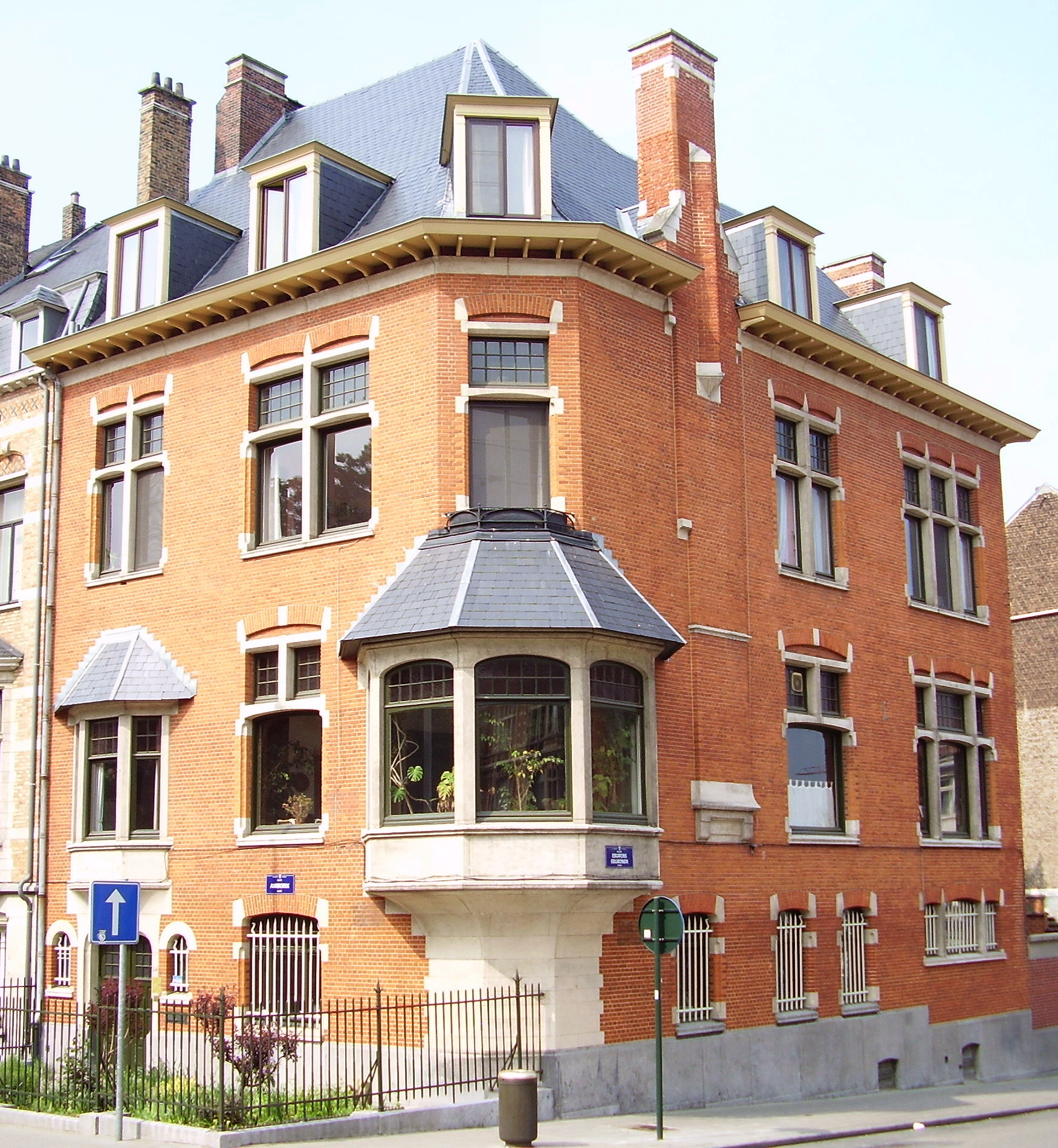
Квакерский дом в Брюсселе

Квакерский совет по европейским делам (Quaker Council for European Affairs, QCEA) был основан в 1979 году для продвижения ценностей Религиозного общества Друзей (квакеров) в европейском контексте. Офис Квакерского совета по европейским делам расположен в Брюсселе. Это международная некоммерческая организация, действующая в соответствии с законодательством Бельгии.

## Чем занимается QCEA
Квакерский совет по европейским делам организует социально значимые общественные кампании и лоббирование. Совет публикует справочные материалы, доклады и исследования по европейской и квакерской тематике. Публикации предназначены для политиков и общественных деятелей, а также для квакеров.
Организация публикует информационное издание Around Europe («Вокруг Европы»), предназначенное как для того, чтобы донести до представителей власти позицию Квакерского совета по европейским делам, так и для предоставления другим читателям информации о европейских событиях, которую им было бы нелегко иначе найти. Десять раз в год издание рассылается адресатам во всем мире.
Квакерский совет по европейским делам также сотрудничает с другими неправительственными и церковными организациями со схожими основополагающими ценностями. Среди них Европейское бюро миротворческого взаимодействия (European Peacebuilding Liaison Office), Европейское бюро по отказу от военной службы по мотивам совести, «Кайрос Европа», Центр меннонитов в Брюсселе, Экуменический центр, Центр европейской безопасности и обороны.
Квакерский совет по европейским делам взаимодействует с членами Европейского парламента и принимает участие в деятельности Совета Европы. Для осуществления своих целей QCEA посылает представителей на различные семинары и конференции, а также организует собственные семинары и конференции и каждый год проводит обучающую экскурсию, призванную помочь квакерам и не-квакерам больше узнать о происходящем в Европе.

## Признание в качестве консультационной организации
Квакерский совет по европейским делам часто предоставляет свидетельства и комментарии на консультациях Совета Европы. QCEA является членом Объединения неправительственных организаций за гражданское общество и демократию в Европе, признанного Советом Европы и уполномоченного подавать жалобы на нарушения Европейской социальной хартии в Европейский комитет по социальным правам.

## Партнерство и взаимодействие
QCEA сотрудничает с рядом других квакерских организаций, включая Квакерский офис при ООН Архивная копия от 17 декабря 2019 на Wayback Machine в Женеве (Quaker United Nations Office), Совет Друзей на службе обществу в Британии, а также с Европейской и Ближневосточной секцией Всемирного консультативного комитета Друзей (EMES-FWCC) и связанными с ней организациями.
QCEA – одна из более 30 организаций-партнеров в Европейском бюро миротворческого взаимодействия (European Peacebuilding Liaison Office).
QCEA – член Международной сети по правам человека и демократии (Human Rights and Democracy Network).
В помещении офиса QCEA также располагается секретариат квакерской молодежной Организации Европейских и Ближневосточных молодых Друзей (European and Middle Eastern Young Friends).

## Программы
QCEA ведет работу по шести основным программным направлениям:
Миротворчество
Миротворческая программа QCEA базируется на основополагающей идее создания Европейского Союза и Совета Европы в качестве мирных проектов, а также представления о том, что эта идея должна оставаться руководящим принципом всей их деятельности. Сегодня это находит конкретное применение в политических сферах, которые влияют на отношения между странами и регионами в мире.
Права человека
Квакеры верят в присутствие того, что от Бога, в каждом человеке. Поэтому на протяжении всей их истории права человека оставались предметом главной квакерской заботы. Деятельность QCEA фокусируется на ряде определенных вопросов, по которым Совет Европы и Европейский Союз разрабатывают политику и принимают решения.
Экономическая справедливость
Квакеры верят в равенство всех людей. Вследствие этого Друзья издавна занимаются вопросами экономической справедливости, примирения и равноправного распределения мировых ресурсов. Детали работы QCEA меняются с течением времени, по мере изменения политической повестки дня Европейского Союза и Совета Европы, так, чтобы озвучивать и поддерживать квакерскую позицию по самым злободневным вопросам.
Демократическое управление
Европейский Союз часто подвергается критике за свое, так называемое, недостаточно демократическую правомочность. С 2001 года QCEA участвует в разработке многочисленных аспектов организации и процедуры принятия решений ЕС, следуя убеждению в том, что для реально работающей демократии необходимо активное взаимодействие с гражданами.
Устойчивая энергетическая безопасность
Программа устойчивой энергетической безопасности направлена на переосмысление энергетической безопасности в XXI веке, так чтобы она включала человеческую безопасность, справедливое распределение энергии и подлинную экологичность, а также усиливала движение за использование возобновляемых источников энергии на всех уровнях по всей Европе.
Палестина и Израиль
QCEA признает важность роли ЕС в продолжающейся миротворческой деятельности в Палестине и Израиле. Поэтому QCEA посвящает этому направлению одну из своих программ, которая призвана воздействовать на ЕС и связанные с ним организации в вопросах отношения к этому конфликту и вовлеченным в него сторонам.

## Достижения
Ниже приводятся некоторые политические изменения, произошедшие при участии QCEA. Это не отрицает участия в них и других организаций. Нижеприведенный список сведен лишь к тем пунктам, в которых возможно определить конкретные следствия в смысле принятия текстов, создания структур, обнаружения механизмов или предпринятого действия. Большая часть работы QCEA затрагивает принятие решений на менее явном уровне и направлена на глубинные изменения в общественном мнении.
В 2007 году QCEA был опубликован отчет о положении женщин-заключенных в странах-членах Совета Европы;  в 2009 году Парламентская ассамблея Совета Европы приняла резолюцию 1663, включившую большинство рекомендаций Квакерского совета.
В 2008 году Европарламент одобрил собственный отчет о положении женщин в тюрьмах и влиянии заключения родителей на социум и семью, в этот отчет также были включены многие рекомендации Квакерского совета.
QCEA стал учредителем Европейского бюро миротворческого взаимодействия, членство в котором сейчас объединяет 31 организацию.
Другие инициативы и рабочие программы, в которых участвовал и некоторые из которых возглавлял QCEA:
- «Инструмент стабильности» обеспечивает финансирование миротворчества и предотвращения конфликтов и в особенности диалог в этой сфере между государственными учреждениями и гражданским обществом.
- Предотвращение конфликтов и миротворчество играют ключевую роль в Европейской службе внешнеполитической деятельности
- Социальные и экологические стандарты Европейского инвестиционного банка включают упоминание о вероятности конфликта.

«Правительству Греции пришлось отчитываться перед Советом Европы о том, как в этой стране обращаются с проходящими альтернативную службу. Почему?» Потому что участвующий в заседаниях Совета Европы QCEA имел право передавать коллективные жалобы согласно Европейской социальной хартии. QCEA использовал это право для успешной подачи жалобы в отношении Греции.
«В Амстердамский договор включено положение против дискриминации. Почему?» Потому что этому содействовали неправительственные организации в Брюсселе, включая QCEA.
«Совет Европы запросил у всех своих стран-членов отчеты об условиях, созданных в этих странах для отказников от военной службы по мотивам совести. Почему?» Потому что QCEA поднял этот вопрос в сентябре 1996 года. В 2002 году была подготовлена и распространена в странах-членах ЕС брошюра о правилах организации альтернативной службы и отказа от воинской обязанности.